# Festival RTP da Canção 2023
El Festival RTP da Canção 2023 fue la LVII edición del tradicional festival de la canción portuguesa. Este festival fungió como preselección para elegir al representante luso en el Festival de la Canción de Eurovisión 2023. La final se celebró el 11 de marzo de 2023 en los estudios de la RTP en la capital Lisboa, contando con dos semifinales previas llevadas a cabo en la misma sede los días 25 de febrero y 4 de marzo. La canción ganadora y, por tanto, representante de Portugal en Eurovisión, fue «Ai Coração»  de Mimicat, quien obtuvo la máxima puntuación de 24 puntos posibles, recibiendo los 12 puntos tanto del jurado regional como del televoto.

## Estructura
La competencia consistió en dos semifinales y una final. En total compitieron 20 canciones aspirantes divididas entre las dos semifinales, es decir, participando 10 en cada una. A partir de este año, las semifinales presentaron un cambio en la votación, dividiéndose en dos rondas: En la primera ronda, las cinco canciones más votadas entre el panel de jurado profesional compuesto por 7 profesionales invitados por la RTP (50%) y el televoto (50%) pasaron directamente a la final, siendo convertidos los resultados de ambos en una votación al estilo de Eurovisión: 12 puntos al mejor puntuado, 10 puntos al segundo y 8-1 al resto de las canciones en orden decreciente. En caso de empate en la última posición de clasificación, avanzaron la canción(es) mejor(es) puntuada(s) por el jurado. Posteriormente, se reiniciaron las votaciones del público con las cinco canciones restantes, pasando a la final la más votada, dando un total de 6 clasificados por cada semifinal.
En dicha final, las doce canciones clasificadas volvieron a ser interpretadas, siguiendo el mismo sistema de votación que en las galas anteriores, solamente cambiando el panel del jurado profesional por 7 paneles de 3 profesionales cada uno, representando las 7 regiones del territorio luso: Norte, Centro, Lisboa y Valle del Tajo, Alentejo, Algarve, Madeira y Azores. En caso de empate tras la sumatoria del jurado y el televoto en el primer lugar, vencería la canción mejor puntuada por el televoto.
De esta forma se determinó la canción ganadora y representante de Portugal en el Festival de la Canción de Eurovisión 2023.

## Presentadores y Jurado

### Presentadores
Cada gala del festival fue presentada por una dupla de presentadores diferentes:
| Presentador             | Profesión                                                  | Gala                             |
| ----------------------- | ---------------------------------------------------------- | -------------------------------- |
| José Carlos Malato      | Presentador de televisión y locutor de radio               | 1era. Semifinal                  |
| Tânia Ribas de Oliveira | Presentadora de televisión                                 | 1era. Semifinal                  |
| Jorge Gabriel           | Presentador de televisión y periodista                     | 2da. Semifinal                   |
| Sónia Araújo            | Presentadora de televisión                                 | 2da. Semifinal                   |
| Vasco Palmeirim         | Presentador de televisión y locutor de radio               | Final                            |
| Filomena Cautela        | Presentadora de televisión y actriz                        | Final                            |
| Inês Lopes Gonçalves    | Presentadora de televisión, locutora de radio y comediante | Green Room (semifinales y final) |

### Jurado
Durante las semifinales, el 50% de la votación recayó en un panel de 7 jurados profesionales previamente seleccionado por la RTP:
| Presentador   | Profesión                                          |
| ------------- | -------------------------------------------------- |
| Alex D’Alva   | Cantante                                           |
| Carlos Mendes | Cantante, representante de Portugal en 1968 y 1972 |
| Márcia        | Cantante, participante del Festival da Canção 2017 |
| MARO          | Cantante, representante de Portugal en 2022        |
| NEEV          | Cantante, participante del Festival da Canção 2021 |
| Pedro Ribeiro | Director de Rádio Comercial                        |
| Sara Correia  | Fadista                                            |

#### Jurado Regional
Durante la final, el 50% de la votación recayó en 7 ternas de jurados representantes de las 5 regionales continentales de Portugal y los dos archipiélagos autónomos:
| Región                  | Miembro del jurado         | Profesión                                                                        |
| ----------------------- | -------------------------- | -------------------------------------------------------------------------------- |
| Norte                   | Graciela Coelho (portavoz) | cantante, participante del FdC 2021                                              |
| Norte                   | Ana Aroso                  | artista                                                                          |
| Norte                   | João Pedro Coimbra         | músico, participante del FdC 2017 como compositor                                |
| Centro                  | Susie Filipe (portavoz)    | músico                                                                           |
| Centro                  | Isilda Sanches             | locutora de radio                                                                |
| Centro                  | Tiago Nogueira             | cantante y músico, participante del FdC 2022                                     |
| Lisboa y Valle del Tajo | Gabriela Barros (portavoz) | actriz                                                                           |
| Lisboa y Valle del Tajo | Elisa Rodrigues            | cantante y músico, participante del FdC 2020                                     |
| Lisboa y Valle del Tajo | Bruno Vasconcelos          | cantante y músico, participante del FdC 2018                                     |
| Alentejo                | Buba Espinho (portavoz)    | cantante                                                                         |
| Alentejo                | Cristina Branco            | fadista                                                                          |
| Alentejo                | Pedro Madeira              | cantante y presentador, participante luso del Festival de Eurovisión Junior 2006 |
| Algarve                 | Sara Afonso (portavoz)     | cantante, participante del FdC 2021                                              |
| Algarve                 | Júlio Resende              | pianista, participante del FdC 2018 como compositor                              |
| Algarve                 | Gil Silva                  | director musical                                                                 |
| Madeira                 | Mara (portavoz)            | cantante y compositora, participante del FdC 2010                                |
| Madeira                 | Guilherme Gomes            | músico                                                                           |
| Madeira                 | Diana Duarte               | cantante                                                                         |
| Azores                  | Miguel Damião (portavoz)   | actor                                                                            |
| Azores                  | Maria Bettencourt          | cantante y compositora                                                           |
| Azores                  | Maria do Rosário Pereira   | músico                                                                           |

## Participantes
El 2 de septiembre de 2022, la RTP publicó el reglamento del Festival da Canção, confirmó que serían veinte participantes en el festival escogidos a través de dos procesos paralelos de selección: el primero, con el que se seleccionaría a 16 artistas mediante invitación directa de la televisora portuguesa, teniendo desde ese día hasta el 31 de octubre para el envío de la candidatura. Los cuatro lugares restantes se seleccionarían a través de un proceso abierto de recepción de canciones desde ese mismo día hasta el 21 de octubre. En ambos procesos, las candidaturas seleccionadas tienen como límite el 30 de noviembre para enviar la versión final de las mismas.  Unos días después del cierre del plazo, la RTP a través de sus redes sociales confirmó la recepción de 667 candidaturas a través del proceso abierto. El 9 de noviembre de 2022 se anunciaron a los veinte compositores seleccionados.

Los 15 compositores seleccionados por medio de invitación directa fueron:
| - André Henriques - April Ivy - Bandua - Bárbara Tinoco - Cláudia Pascoal | - Churky - Dapunksportif - Ivandro - Jacinta - Neon Soho | - Quim Albergaria - Sal - Teresinha Landeiro - The Happy Mess - You Can’t Win Charlie Brown |

Mientras los 5 compositores seleccionados por medio de la convocatoria abierta fueron:
- Edmundo Inácio
- Inês Apenas
- Mimicat
- Moyah
- Voodoo Marmalade

### Canciones
El 19 de enero de 2023, fueron anunciados los títulos y los intérpretes de las canciones seleccionadas, siendo publicados los lyrics videos ese mismo día en el sitio oficial del festival en YouTube. El álbum recopilatorio de los temas fue publicado el 27 de enero de 2023 por el sello Sony en plataformas digitales.
| Artista                      | Canción (Traducción)                              | Idioma            | Compositor Invitado          | Música & Letra | Selección            |
| ---------------------------- | ------------------------------------------------- | ----------------- | ---------------------------- | --- | -------------------- |
| April Ivy                    | «Modo Voo» (Modo de vuelo)                        | Portugués         | April Ivy                    | Música: Mariana Gonçalves, João Maia Ferreira, Francisco Santos Letra: Manuel Morgado, Ricardo Moreira, Matheus Paraízo, Francisco Andrade | Invitación Directa   |
| Bandua                       | «Bandeiras» (Banderas)                            | Portugués         | Bandua                       | Música: Bernardo Adário, Edgar Valente Letra: Edgar Valente                                                                                | Invitación Directa   |
| Bárbara Tinoco               | «Goodnight» (Buenas noches)                       | Inglés            | Bárbara Tinoco               | Música: Bárbara Tinoco, Mateus Seabra Letra: Bárbara Tinoco, Mateus Seabra                                                                 | Invitación Directa   |
| BOLHA                        | «Sonhos De Liberdade» (Sueños de libertad)        | Portugués         | Jacinta                      | Música: Jacinta Letra: Joana Gil | Invitación Directa   |
| Churky                       | «Encruzilhada» (Encrucijada)                      | Portugués         | Churky                       | Música: Churky Letra: Churky | Invitación Directa   |
| Cláudia Pascoal              | «Nasci Maria» (Nací María)                        | Portugués         | Cláudia Pascoal              | Música: Cláudia Pascoal Letra: Cláudia Pascoal                                                                                             | Invitación Directa   |
| DAPUNKSPORTIF                | «World Needs Therapy» (El mundo necesita terapia) | Inglés            | DAPUNKSPORTIF                | Música: João Guincho, Paulo Franco Letra: João Guincho, Paulo Franco                                                                       | Invitación Directa   |
| Edmundo Inácio               | «A Festa» (La Fiesta)                             | Portugués         | Edmundo Inácio               | Música: Edmundo Inácio Letra: Edmundo Inácio                                                                                               | Convocatoria Abierta |
| Esse Povo                    | «Sapatos De Cimento» (Zapatos de cemento)         | Portugués         | Quim Albergaria              | Música: Quim Albergaria Letra: Quim Albergaria                                                                                             | Invitación Directa   |
| INÊS APENAS                  | «Fim Do Mundo» (Fin del mundo)                    | Portugués         | INÊS APENAS                  | Música: INÊS APENAS Letra: INÊS APENAS | Convocatoria Abierta |
| Ivandro                      | «Povo» (Gente)                                    | Portugués         | Ivandro                      | Música: Ivandro Letra: Ivandro | Invitación Directa   |
| Lara Li                      | «Funâmbula» (Funámbula)                           | Portugués         | André Henriques              | Música: André Henriques Letra: André Henriques                                                                                             | Invitación Directa   |
| Mimicat                      | «Ai Coração» (Ay, corazón)                        | Portugués         | Mimicat                      | Música: Marisa Mena, Luís Pereira Letra: Marisa Mena                                                                                       | Convocatoria Abierta |
| MoYah                        | «Too Much Sauce» (Mucha salsa)                    | Inglés, Portugués | MoYah                        | Música: MoYah, Kensaye Letra: MoYah, Miguel Gutierrez                                                                                      | Convocatoria Abierta |
| Neon Soho                    | «Endless World» (Mundo sin fin)                   | Inglés            | Neon Soho                    | Música: Neon Soho Letra: Neon Soho | Invitación Directa   |
| SAL                          | «Viver» (Vivir)                                   | Portugués         | SAL                          | Música: Sérgio Pires, SAL Letra: Sérgio Pires                                                                                              | Invitación Directa   |
| Teresinha Landeiro           | «Enquanto É Tempo» (Mientras estemos a tiempo)    | Portugués         | Teresinha Landeiro           | Música: Pedro de Castro Letra: Teresinha Landeiro                                                                                          | Invitación Directa   |
| The Happy Mess               | «O Impossível» (Lo imposible)                     | Portugués         | The Happy Mess               | Música: João Pascoal, Afonso Carvalho, Miguel Ribeiro, Paulo Mouta Pereira Letra: Bruno Vieira Amaral                                      | Invitación Directa   |
| Voodoo Marmalade             | «Tormento» (Tormento)                             | Portugués         | Voodoo Marmalade             | Música: Voodoo Marmalade Letra: Voodoo Marmalade                                                                                           | Convocatoria Abierta |
| You Can't Win, Charlie Brown | «Contraste Mudo» (Contraste mudo)                 | Portugués         | You Can't Win, Charlie Brown | Música: Afonso Cabral, David Santos, João Gil, Pedro Branco, Salvador Menezes, Tomás Sousa Letra: Afonso Cabral                            | Invitación Directa   |

## Festival

### Semifinales
Las semifinales fueron sorteadas y anunciadas el 23 de diciembre de 2022, usando los nombres de los compositores a falta del anuncio de los intérpretes y canciones participantes en el momento.

#### Semifinal 1
La primera semifinal se celebró en los estudios de la RTP el 25 de febrero de 2023, siendo presentada por Tânia Ribas de Oliveira y José Carlos Malato. El orden de actuación fue publicado el 11 de febrero de 2023. Actuaron como invitados el grupo HMB junto a Nena, Ana Bacalhau y Wander Isaac con un medley de varias canciones del Festival da Canção. Fernando Tordo, cantautor y ex representante luso en el Festival de Eurovisión 1973 y 1977 con su tema «Tourada» celebrando su 50° aniversario. Así como Blanca Paloma, representante española en el Festival de Eurovisión 2023 con su tema «Eaea».
10 canciones compitieron por 6 pases a la final por medio de dos rondas de votación. Así mismo, la RTP tras la primera ronda de votación decidió otorgarle un wildcard a la final al grupo Esse Povo, tras darse a conocer que un fallo con la operadora telefónica impidió que el código 10 pudiera recibir votos válidos en la votación del público. Los resultados publicados dos días después de finalizado el concurso, dieron como ganadora de la semifinal a Cláudia Pascoal con el uptempo pop/folk «Nasci Maria» con un total de 20 puntos, habiendo sido la opción preferida del jurado profesional y la tercera del televoto. La opción preferida del televoto, Mimicat, finalizó en segundo lugar con 19 puntos. El resto de clasificados en la primera ronda fueron los grupos You Can't Win, Charlie Brown y SAL y el cantante Churky. En la repesca, el grupo de música electrónica Neon Soho logró el último pase tras arrasar en la votación del público con el 55% de los votos.
| N.º | Intérprete                   | Canción               | 1.ª Ronda | 1.ª Ronda | 1.ª Ronda | 1.ª Ronda | 1.ª Ronda | 2.ª ronda | 2.ª ronda  |
| N.º | Intérprete                   | Canción               | Jurado    | Televoto  | Televoto  | Lugar     | Puntos    | Lugar     | Porcentaje |
| --- | ---------------------------- | --------------------- | --------- | --------- | --------- | --------- | --------- | --------- | ---------- |
| 1   | MoYah                        | «Too Much Sauce»      | 3         | 1.73%     | 2         | 8         | 5         | 4         | 10.32%     |
| 2   | BOLHA                        | «Sonhos De Liberdade» | 2         | 6.17%     | 4         | 7         | 6         | 2         | 17.30%     |
| 3   | April Ivy                    | «Modo Voo»            | 1         | 3.61%     | 3         | 9         | 4         | 3         | 16.80%     |
| 4   | Churky                       | «Encruzilhada»        | 5         | 19.11%    | 10        | 5         | 15        | —         | —          |
| 5   | Cláudia Pascoal              | «Nasci Maria»         | 12        | 14.29%    | 8         | 1         | 20        | —         | —          |
| 6   | SAL                          | «Viver»               | 8         | 10.21%    | 7         | 4         | 15        | —         | —          |
| 7   | Mimicat                      | «Ai Coração»          | 7         | 19.37%    | 12        | 2         | 19        | —         | —          |
| 8   | You Can't Win, Charlie Brown | «Contraste Mudo»      | 10        | 8.45%     | 5         | 3         | 15        | —         | —          |
| 9   | Neon Soho                    | «Endless World»       | 6         | 9.57%     | 6         | 6         | 12        | 1         | 55.58%     |
| 10  | Esse Povo                    | «Sapatos De Cimento»  | 4         | Wildcard  | Wildcard  | Wildcard  | Wildcard  | Wildcard  | Wildcard   |

#### Semifinal 2
La segunda semifinal se celebró en los estudios de la RTP el 4 de marzo de 2023, siendo presentada por Jorge Gabriel y Sónia Araújo. El orden de actuación fue publicado el 11 de febrero de 2023. Actuaron como invitados en la gala Carlos Mendes, cantante y ex representante luso en el Festival de Eurovisión 1968 y 1972 celebrando el 55° aniversario de su tema «Verão», Filipe Sambado, Surma y Primeira Dama con un homenaje al cantante Fausto Bordalo Dias y Nicolás Alves, cantante y representante luso en el Festival de Eurovisión Junior 2022 con su tema «Anos 70».
10 canciones compitieron por 6 pases a la final por medio de dos rondas de votación. Los resultados publicados dos días después de finalizado el concurso, dieron como ganador de la semifinal al cantante novel Edmundo Inácio con la canción folk «A Festa», obteniendo 17 puntos, logrando ser el segundo puesto para el jurado y el cuarto del público. Los favoritos del público, el grupo Voodo Marmalade, obtuvieron el segundo lugar de la semifinal, también con 17 puntos. El resto de clasificados en la primera ronda fueron Inês Apenas, Bárbara Tinoco (quien fue la ganadora del jurado profesional) e Ivandro, este último empatando con otras dos candidaturas a 12 puntos y avanzando al recibir una mejor puntuación del jurado. En la repesca, el grupo de rock Dapunksportif fueron los últimos clasificados a la final tras obtener el 26.83% de los votos del público.
| N.º | Intérprete         | Canción               | 1.ª ronda | 1.ª ronda | 1.ª ronda | 1.ª ronda | 1.ª ronda | 2.ª ronda | 2.ª ronda  |
| N.º | Intérprete         | Canción               | Jurado    | Televoto  | Televoto  | Lugar     | Puntos    | Lugar     | Porcentaje |
| --- | ------------------ | --------------------- | --------- | --------- | --------- | --------- | --------- | --------- | ---------- |
| 1   | Edmundo Inácio     | «A Festa»             | 10        | 10.18%    | 7         | 1         | 17        | —         | —          |
| 2   | The Happy Mess     | «O Impossível»        | 3         | 8.81%     | 6         | 8         | 9         | 5         | 15.56%     |
| 3   | Teresinha Landeiro | «Enquanto É Tempo»    | 7         | 8.25%     | 5         | 6         | 12        | 4         | 18.70%     |
| 4   | Bandua             | «Bandeiras»           | 4         | 6.44%     | 3         | 9         | 7         | 3         | 19.10%     |
| 5   | Bárbara Tinoco     | «Goodnight»           | 12        | 5.91%     | 1         | 4         | 13        | —         | —          |
| 6   | INÊS APENAS        | «Fim Do Mundo»        | 6         | 11.71%    | 8         | 3         | 14        | —         | —          |
| 7   | Ivandro            | «Povo»                | 8         | 7.32%     | 4         | 5         | 12        | —         | —          |
| 8   | DAPUNKSPORTIF      | «World Needs Therapy» | 2         | 15.38%    | 10        | 7         | 12        | 1         | 26.83%     |
| 9   | Lara Li            | «Funâmbula»           | 1         | 6.26%     | 2         | 10        | 3         | 2         | 19.81%     |
| 10  | Voodoo Marmalade   | «Tormento»            | 5         | 19.74%    | 12        | 2         | 17        | —         | —          |

#### Final
La final se celebró en los estudios de la RTP el 11 de marzo de 2023, siendo presentada por Vasco Palmeirim y Filomena Cautela. El orden de actuación fue publicado el 6 de marzo de 2023 durante el programa de la RTP, A Nossa Tarde, abriéndose en ese mismo momento la votación del público. Actuaron como acto de apertura la banda de RTP Jesus Quisto, mientras que durante las votaciones actuaron: Salvador Sobral cantante, ex representante luso y ganador del Festival de Eurovisión 2017 con un medley, la ganadora del Festival da Canção anterior, MARO con su tema «Saudade, saudade» y David Fonseca con un medley en homenaje a canciones de la cultura pop de Liverpool.
Tras las votaciones, Mimicat fue declarada ganadora tras obtener la puntuación máxima del jurado regional y el televoto, sumando 24 puntos. Su tema pop/folk teatral «Ai Coração» llegando como una de las favoritas del festival, siendo la canción más exitosa de la edición en las plataformas de streaming. El tema, escrito por ella misma, la convirtió en la primera persona desde la renovación del concurso en 2017 que gana el concurso entrando por la convocatoria abierta. El segundo puesto fue para otro artista de la convocatoria abierta, Edmundo Inácio con el tema folk «A Festa», tras recibir 22 puntos. Cabe destacar que Edmundo logró empatar con Mimicat en la votación del jurado con 66 puntos, recibiendo ambos la máxima puntuación. El top 3 del concurso fue completado con la cantante repetidora y ganadora del Festival da Canção 2018, Cláudia Pascoal.
| N.º | Intérprete                   | Canción               | Jurado | Jurado | Televoto   | Televoto | Lugar | Puntos |
| N.º | Intérprete                   | Canción               | Votos  | Puntos | Porcentaje | Puntos   | Lugar | Puntos |
| --- | ---------------------------- | --------------------- | ------ | ------ | ---------- | -------- | ----- | ------ |
| 1   | Cláudia Pascoal              | «Nasci Maria»         | 48     | 8      | 8.21%      | 4        | 3     | 12     |
| 2   | Churky                       | «Encruzilhada»        | 5      | 0      | 8.26%      | 5        | 9     | 5      |
| 3   | Esse Povo                    | «Sapatos De Cimento»  | 30     | 4      | 2.82%      | 0        | 11    | 4      |
| 4   | Bárbara Tinoco               | «Goodnight»           | 27     | 3      | 8.58%      | 6        | 4     | 9      |
| 5   | You Can't Win, Charlie Brown | «Contraste Mudo»      | 45     | 7      | 3.74%      | 0        | 8     | 7      |
| 6   | Voodoo Marmalade             | «Tormento»            | 5      | 0      | 9.02%      | 7        | 7     | 7      |
| 7   | INÊS APENAS                  | «Fim Do Mundo»        | 26     | 2      | 4.55%      | 1        | 13    | 3      |
| 8   | Mimicat                      | «Ai Coração»          | 66     | 12     | 19.33%     | 12       | 1     | 24     |
| 9   | DAPUNKSPORTIF                | «World Needs Therapy» | 2      | 0      | 9.17%      | 8        | 6     | 8      |
| 10  | Neon Soho                    | «Endless World»       | 33     | 5      | 3.96%      | 0        | 10    | 5      |
| 11  | Ivandro                      | «Povo»                | 43     | 6      | 5.42%      | 3        | 5     | 9      |
| 12  | Edmundo Inácio               | «A Festa»             | 66     | 12     | 12.24%     | 10       | 2     | 22     |
| 13  | SAL                          | «Viver»               | 10     | 1      | 4.70%      | 2        | 12    | 3      |

| N.º | Artista                      | Canción               | Norte | Centro | Lisboa y Valle de Tajo | Alentejo | Algarve | Madeira | Azores | Total | Puntos |
| --- | ---------------------------- | --------------------- | ----- | ------ | ---------------------- | -------- | ------- | ------- | ------ | ----- | ------ |
| 1   | Cláudia Pascoal              | «Nasci Maria»         | 3     | 7      | 10                     | 8        | 8       | 6       | 6      | 48    | 8      |
| 2   | Churky                       | «Encruzilhada»        | 0     | 0      | 0                      | 2        | 2       | 1       | 0      | 5     | 0      |
| 3   | Esse Povo                    | «Sapatos De Cimento»  | 4     | 2      | 2                      | 5        | 5       | 5       | 7      | 30    | 4      |
| 4   | Bárbara Tinoco               | «Goodnight»           | 2     | 5      | 5                      | 7        | 6       | 2       | 0      | 27    | 3      |
| 5   | You Can't Win, Charlie Brown | «Contraste Mudo»      | 7     | 4      | 7                      | 4        | 12      | 10      | 1      | 45    | 7      |
| 6   | Voodoo Marmalade             | «Tormento»            | 0     | 1      | 0                      | 0        | 1       | 0       | 3      | 5     | 0      |
| 7   | INÊS APENAS                  | «Fim Do Mundo»        | 6     | 3      | 6                      | 1        | 7       | 3       | 0      | 26    | 2      |
| 8   | Mimicat                      | «Ai Coração»          | 5     | 12     | 12                     | 10       | 3       | 12      | 12     | 66    | 12     |
| 9   | DAPUNKSPORTIF                | «World Needs Therapy» | 0     | 0      | 0                      | 0        | 0       | 0       | 2      | 2     | 0      |
| 10  | Neon Soho                    | «Endless World»       | 10    | 8      | 3                      | 3        | 0       | 4       | 5      | 33    | 5      |
| 11  | Ivandro                      | «Povo»                | 12    | 6      | 4                      | 6        | 4       | 7       | 4      | 43    | 6      |
| 12  | Edmundo Inácio               | «A Festa»             | 8     | 10     | 8                      | 12       | 10      | 8       | 10     | 66    | 12     |
| 13  | SAL                          | «Viver»               | 1     | 0      | 1                      | 0        | 0       | 0       | 8      | 10    | 1      |

#### Máximas Puntuaciones
| N. | A                | De                                                       |
| -- | ---------------- | -------------------------------------------------------- |
| 5  | «Ai Coração»     | Centro, Lisboa y Valle de Tajo, Madeira, Azores, Público |
| 1  | «Povo»           | Norte                                                    |
| 1  | «A Festa»        | Alentejo                                                 |
| 1  | «Contraste Mudo» | Algarve                                                  |

## Transmisión
| País                               | Canal             | Comentaristas                        | Ref.   |
| ---------------------------------- | ----------------- | ------------------------------------ | ------ |
| Portugal                           | RTP1              | Sin comentadores                     |        |
| Portugal                           | Antena 1          | Pedro Granger, Diana Castro          | [ 34 ] |
| Portugal (para el resto del mundo) | RTP Internacional |                                      |        |
| Portugal (para el resto del mundo) | RTP Play          |                                      |        |
| Portugal (para África)             | RTP África        |                                      |        |
| España                             | RTVE Play         | Daniel Borrego Escot, Marina Segovia | [ 35 ] |

## Audiencias
| Gala        | Fecha                 | Audiencia    | Audiencia         | Ref.   |
| Gala        | Fecha                 | Espectadores | Cuota de pantalla | Ref.   |
| ----------- | --------------------- | ------------ | ----------------- | ------ |
| Semifinal 1 | 25 de febrero de 2023 | 477,000      | 11.4%             | [ 36 ] |
| Semifinal 2 | 4 de marzo de 2023    | 505,000      | 12.9%             | [ 37 ] |
| Final       | 11 de marzo de 2023   | 560,000      | 15.4%             | [ 38 ] |

## En Eurovisión

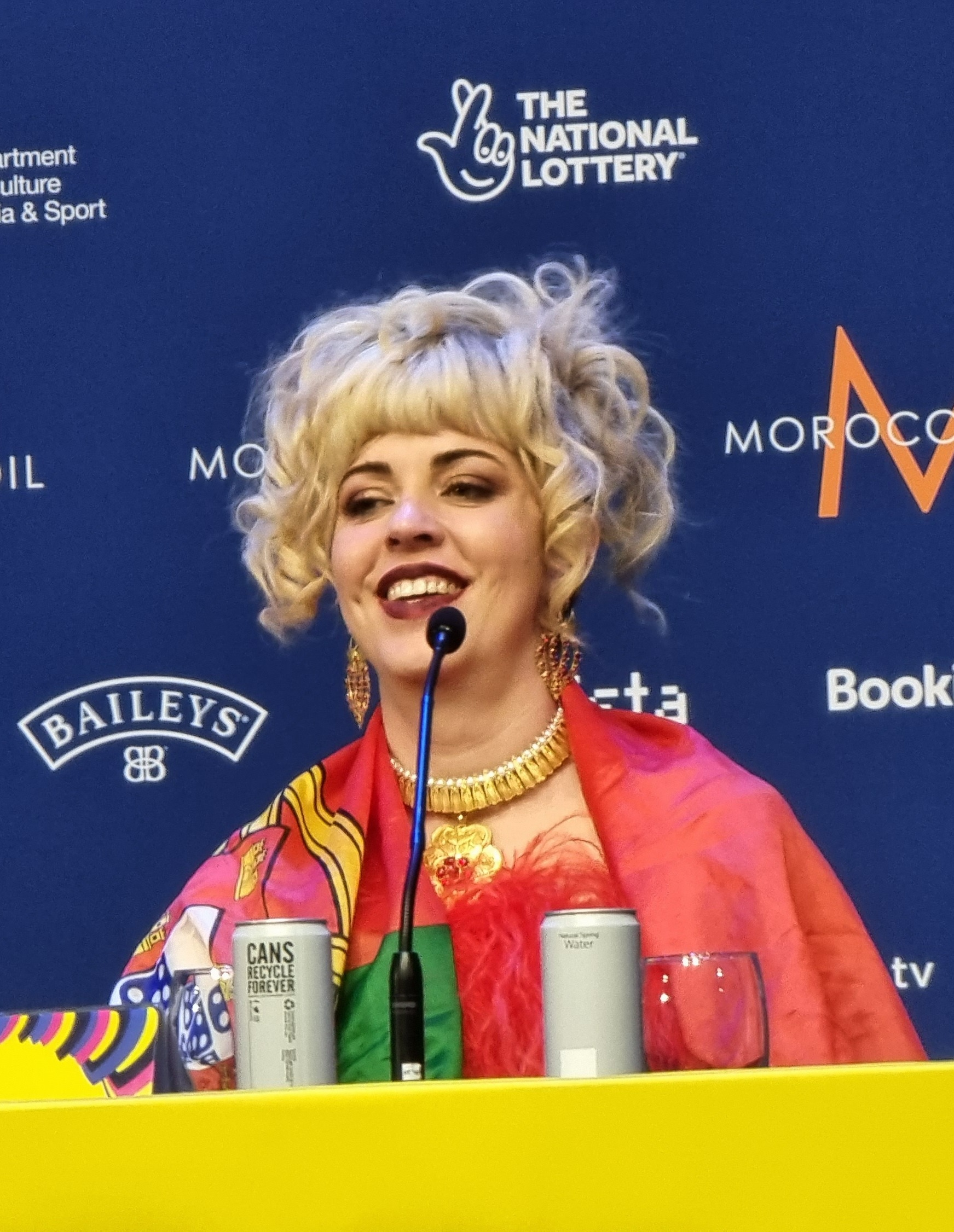
Mimicat durante una conferencia de prensa en el Festival de Eurovisión 2023.

El Festival de la Canción de Eurovisión 2023 tuvo lugar en el M&S Bank Arena de Liverpool, Reino Unido, debido a la imposibilidad de Ucrania de organizar el festival tras la victoria del grupo Kalush Orchestra con la canción «Stefania» en 2022. De acuerdo a las reglas del festival, Portugal tuvo que presentarse desde las semifinales en el Festival de la Canción de Eurovisión. En el sorteo realizado el 31 de enero de 2023, Portugal fue sorteada en la primera semifinal del festival. A finales de marzo, el orden de actuación fue anunciado, determinando que Portugal se presentaría en la posición 5 de la semifinal.
La primera semifinal tuvo lugar el 9 de mayo de 2023. Al final del show, Portugal fue anunciada como uno de los países clasificados a la gran final. Esto significó la tercera clasificación de Portugal a la final, igualando la racha que tuvo entre 2008 y 2010. Los resultados publicados días más tarde revelaron que Mimicat se clasificó en 9.ª posición de la semifinal con 74 puntos del televoto.
Cuatro días más tarde, el 13 de mayo de 2023, se realizó la gran final, presentándose Portugal en la posición 2. En la primera mitad de la votación, correspondiente a la de los jurados nacionales, Portugal se colocó en 18° lugar con 43 puntos, recibiendo una máxima puntuación de diez puntos por parte de Grecia. Posteriormente se anunció su puntuación recibida por el televoto: 16 puntos la colocaron en el lugar 23. Finalmente, Mimicat se colocó en 23.ª posición en la sumatoria final con 59 puntos.